# Olceclostera truncata
Olceclostera truncata är en fjärilsart som beskrevs av Walker 1855. Olceclostera truncata ingår i släktet Olceclostera och familjen silkesspinnare. Inga underarter finns listade i Catalogue of Life.